# Cylindera froggatti
Cylindera froggatti es una especie de escarabajo del género Cylindera, tribu Cicindelini, familia Carabidae. Fue descrita científicamente por W.J.MacLeay en 1887.
Se distribuye por Islas Salomón. La especie se mantiene activa durante el mes de junio.